# Vocal anterior
Una vocal anterior és un so vocal articulat amb un acostament del dors de la llengua a la part anterior de la volta palatina, a diferència de les vocals centrals i posteriors. L'alfabet fonètic internacional distingeix onze vocals anteriors, de les quals el català posseeix quatre: [i], [e], [ɛ] i [a]. La influència de les consonants que les precedeixen provoca sovint canvis fonètics que es reflecteixen en l'ortografia (per això determinades lletres canvien davant la E i la I, per exemple la Ç es transforma en C o la C en QU, etc.) La majoria de sistemes fonològics té com a mínim una vocal anterior.